# Soldat laboureur (poire)
Soldat laboureur est le nom d'une variété de poire.

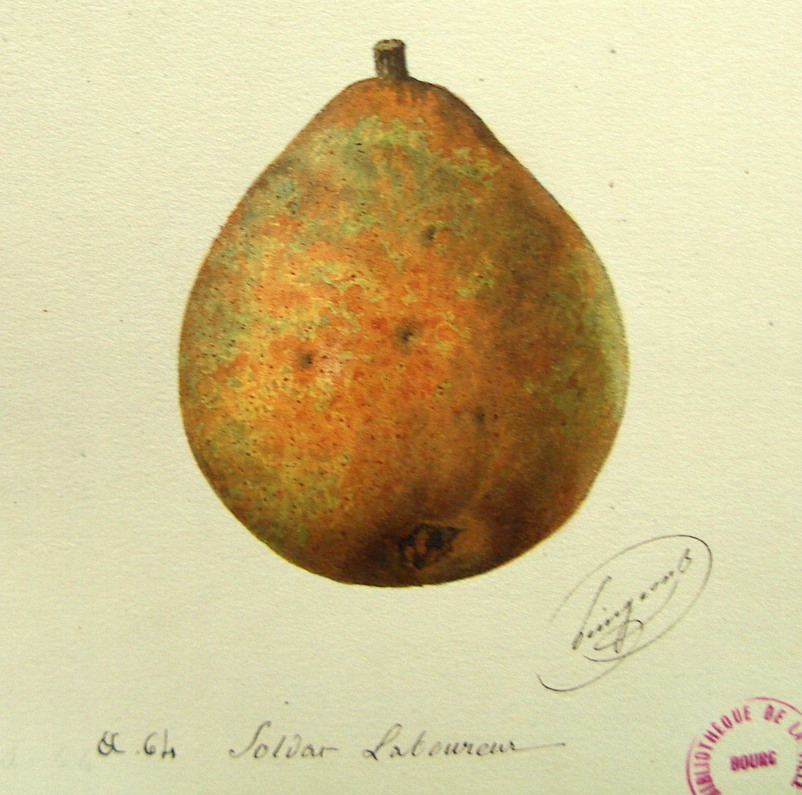
Soldat laboureur.

## Origine
Le poirier « Soldat laboureur» est une variété ancienne créée en 1820, en Belgique.

## Description
Arbre de bonne vigueur, peu sensible à la tavelure. Floraison début avril, à l'abri des gelées. Fructification dès septembre.

### Description du fruit

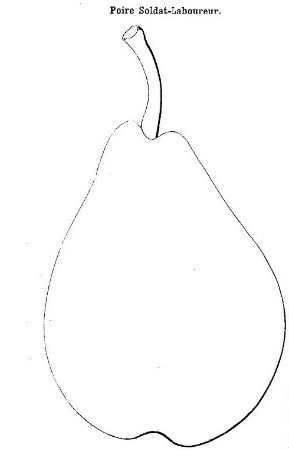
Silhouette d'après André Leroy.

D'une grosseur au-dessus de la moyenne et d'une forme assez variable, la poire est le plus souvent turbinée et globuleuse avec une peau mince, souvent rugueuse et à fond jaune doré.

### Maturité
La maturité est obtenue en automne pour une dégustation entre octobre et décembre.

## Culture
Autofertile, il pollinisera des variétés voisines du verger.
La variété est peu sensible à la tavelure du poirier.